# Wielkie Społeczeństwo

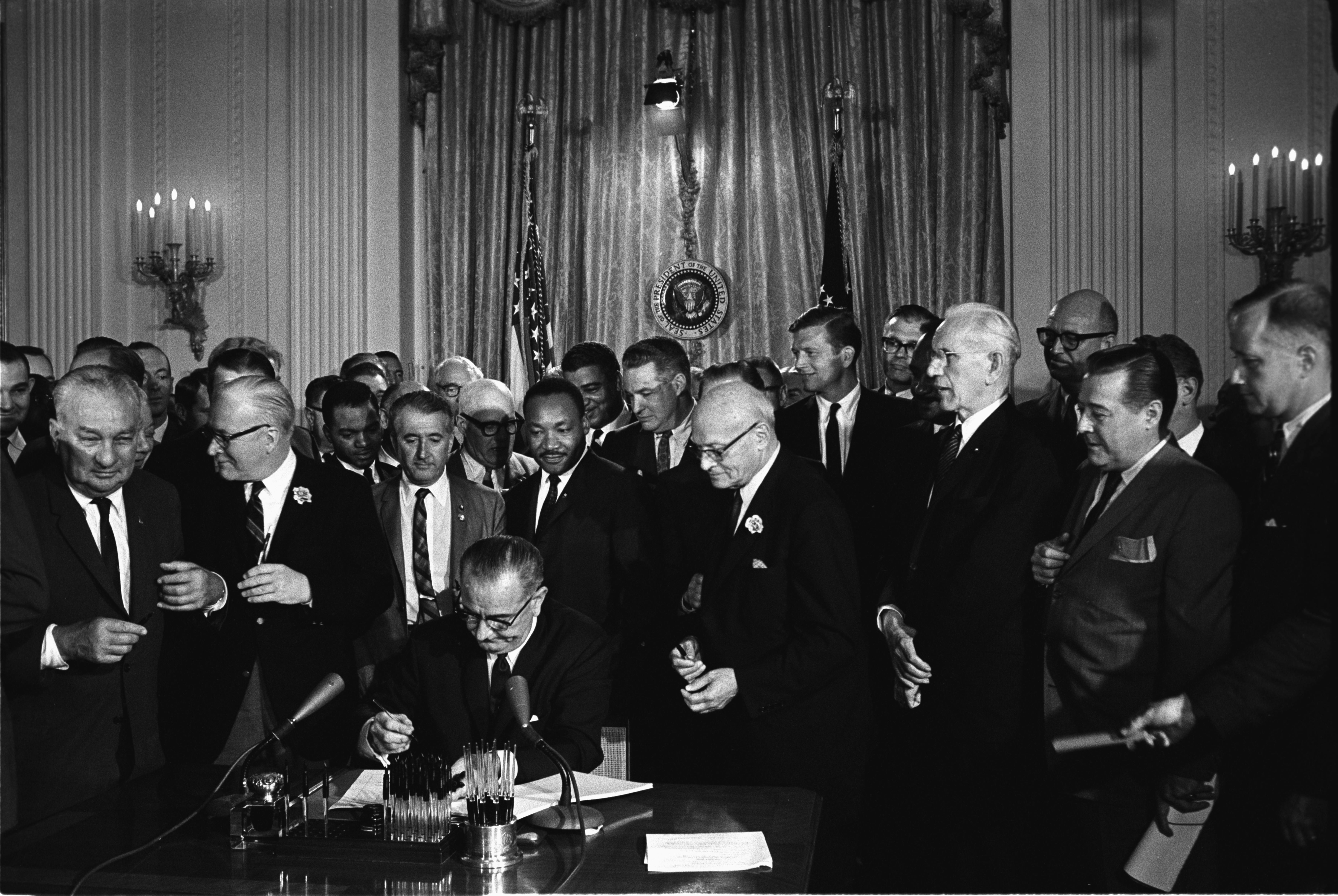
Podpisanie Civil Rights Act, 1964

Wielkie Społeczeństwo (ang. Great Society) – program reform politycznych realizowany za prezydentury demokraty Lyndona B. Johnsona w połowie lat 60. XX w.
Po raz pierwszy określenie Wielkie Społeczeństwo pojawiło się wiosną 1964 roku, kiedy trwała kampania prezydencka i Johnson ubiegał się o kolejną kadencję. Zakrojony na szeroką skalę program reform, który proponował Johnson, obejmował m.in. prawa socjalne, imigrację czy edukację. Celem programu była budowa tytułowego Wielkiego Społeczeństwa i walka z biedą, jak i wykluczeniem różnych grup amerykańskiego społeczeństwa. Wśród ustaw składających się na program najbardziej znanymi są Civil Rights Act (1964) i Voting Rights Act (1965), które były ukoronowaniem walki ruchu praw obywatelskich. Program budowy tzw. Wielkiego Społeczeństwa napotykał trudności wynikające z coraz większego zaangażowania Ameryki w Wietnamie.